# Austin Blair
Austin Blair, conosciuto anche come the Civil War Governor o il Governatore della Guerra Civile (Caroline, 8 febbraio 1818 – Jackson, 6 agosto 1894), è stato un politico statunitense dello Stato del Michigan.
Conosciuto oppositore alla schiavitù, difese i diritti umani, battendosi per l'abolizione della pena di morte e per la concessione del diritto di voto ai neri e alle donne.

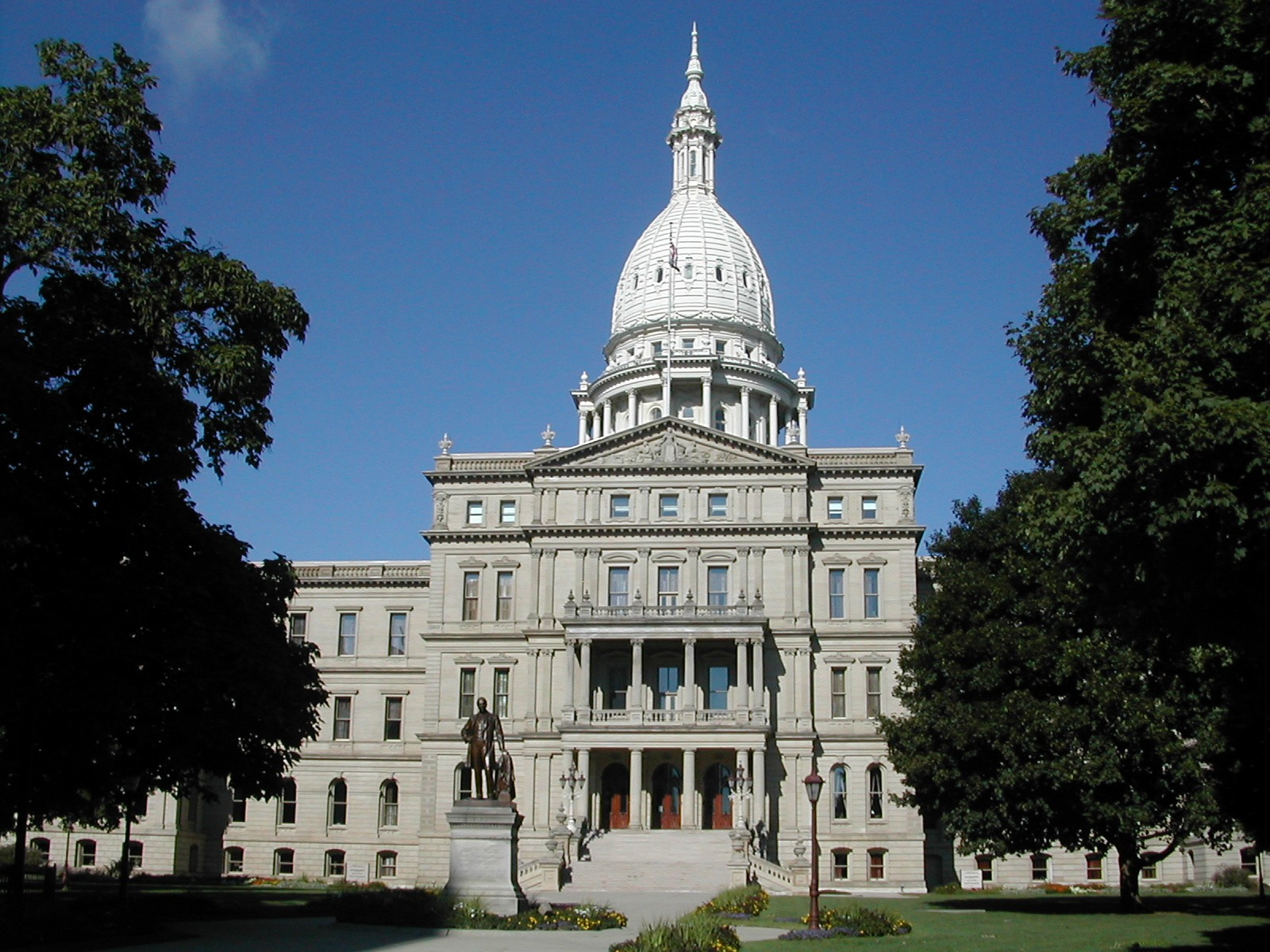
Una statua di Austin Blair sulla facciata principale del Campidoglio di Stato del Michigan